# Juanito (film)
Juanito è un film del 1960 diretto da Fernando Palacios.

## Trama
Nel bel mezzo di una rivoluzione, Juanito, figlio di un presidente argentino finisce nelle mani di un cacciatore tedesco che lo accoglie nella sua casa, senza conoscerne l'origine.